# Witold Woyda
Witold Woyda (* 10. května 1939 Poznań, Polsko – 5. května 2008 New York, Spojené státy americké) byl polský sportovní šermíř, který se specializoval na šerm fleretem. Polsko reprezentoval v šedesátých a sedmdesátých letech. Na olympijských hrách startoval v roce 1960, 1964, 1968 a 1972 v soutěži jednotlivců a družstev. V soutěži jednotlivců získal na olympijských hrách 1972 zlatou olympijskou medaili. V roce 1962 obsadil druhé místo na mistrovství světa v soutěži jednotlivců. S polským družstvem fleretistů vybojoval jednu zlatou (1972), jednu stříbrnou (1964) a jednu bronzovou (1968) olympijskou medaili. Na mistrovství světa obsadil s polským družstvem fleretistů čtyřikrát druhé místo v roce 1963, 1965, 1969 a 1971.